# Les Crocodiles 2
Série
Le Club des crocodiles
(2009) Crocodiles, amis pour la vie
(2011)
Pour plus de détails, voir Fiche technique et Distribution.
Les Crocodiles 2 ou Le Club des crocodiles 2 (Vorstadtkrokodile 2) est un film allemand réalisé par Christian Ditter, sorti en 2010.
Ce film est particulièrement la suite de la version antérieure de 2009 puisque la plupart des personnages y sont aperçus de nouveau.
Il n'est ni la poursuite de l'œuvre littéraire ni la suite du film de 1977. Il est le second film de la série de 2009. Vorstadtkrokodile 2 s'est retrouvé sur les écrans de cinéma le 21 janvier 2010 et le 5 août de la même année, il était disponible en location. Depuis le 12 août 2010, il est sur les tablettes des magasins.

## Synopsis
Dès le début du film, une absence est remarquée. Un membre des Crocodiles, Elvis, a été envoyé en pensionnat à la suite de graffitis qu'il avait faits. Une fois que le membre d'un gang, Elvis, a été envoyé en raison d'une campagne de graffitis à l'école d'embarquement, le Krokodilerbande ne se compose plus que de sept jeunes : Olli et sa sœur Maria, Hannes, Kaï, Frank, Peter et Jorgo. Ces derniers doivent trouver un nouveau quartier général puisque le précédent a brûlé, dans Vorstadtkrokodile. Ils établissent celui-ci dans une vieille mine désaffectée.
Cependant, le groupe n'y restera pas longtemps ensemble ; les parents de Kaï préparent un voyage d'une semaine à Rügen, sur la mer Baltique. Kaï ne peut rester seul et ces derniers comptent sur la cousine de Kaï, Jenny, pour venir durant la semaine s'occuper de lui. Celle-ci prend son rôle très au sérieux et ne laisse pas Kaï sans surveillance une seconde. C'est donc difficile pour celui-ci de se déplacer dans le quartier général, lieu gardé top-secret, sans sa cousine. Celle-ci arrivera donc, en compagnie de Kaï au QG. Toutefois, un drame plus grave se joue du côté d’Olli et Maria. En effet, leurs parents travaillent dans une usine de la ville. Celle-ci sera fermée puisque toute la machinerie a cessé de fonctionner. La compagnie souhaite fermer et tout vendre, y compris les maisons ouvrières. Les parents de Maria et Olli veulent que leurs enfants aillent chez leur grand-mère, dans une autre ville en attendant qu'ils se trouvent un autre emploi.
Après avoir exploré le site de la vieille mine, leur nouveau QG, à l'aide de lampes de construction appartenant à l'usine et perte, les Crocodiles ont une mauvaise expérience en allant retourner ces lampes. En effet, ils croisent deux employés de la compagnie, les jumeaux Boller. Ceux-ci restent dans l'usine après sa fermeture, à des heures plutôt tardives. Ils se comportent de manière hostile et lorsqu'ils quittent l'usine en voiture, ceux-ci conduisent de manière risquée. Les Crocodiles décident de suivre les jumeaux Boller dans une discothèque de la ville pour en savoir plus. 
Le portier du club leur refuse l'entrée et les six membres (Hannes est au restaurant avec sa mère) demandent l'aide de la cousine de Kaï, Jenny, pour entrer. Maria n'aime pas Jenny, elle en est jalouse. Elle soupçonnait Hannes de préférer Jenny à elle-même. Elle clarifiera ce point avec lui lors d'une conversation ultérieure. Jenny fait entrer les six amis par une porte à l'arrière du bar. Lorsque Hannes arrive du restaurant, il se dirige vers le bar et aperçoit un vêtement qui semble appartenir à Maria. Il grimpe à une fenêtre pour entrer dans le bar. Lorsqu'il y entre, il surprend les jumeaux Boller et se cache dans les toilettes. 
Les jumeaux y allaient et ont discuté d'une clé USB perdue. Cette clé contenait des informations qui semblent très importantes pour les jumeaux, au sujet des machines de l'usine. Les Crocodiles conçoivent donc un plan pour les épingler. Ils vont dans l'usine et prennent des vidéos et photos. Ils vont donc chez les parents de Maria et Olli avec les images. Cependant, Maria et Hannes se trouvaient dans le bureau où l'un des jumeaux avait retrouvé la clé. Ils n'ont pas filmé ce dernier. En montrant les images aux parents de Maria et Olli, seules quelques grimaces de Maria et Hannes apparaissent à l'ordinateur. Le père de Maria est fâché et justifie la présence des jumeaux dans l'usine. Maria et Olli doivent donc se résoudre à faire leurs boîtes et déménager. Les Crocodiles sont dissous.
Hannes avait préalablement organisé un rendez-vous entre sa mère et un homme, via un site Internet. Dietter Gotte a mis peu de temps à être invité à la maison par la mère de Hannes. Hannes remarque la clé USB sur le porte-clés de l'homme. Elle est identique à celle que les jumeaux Boller ont récupérée à l'usine. Le même autocollant y est apposé. Hannes s'empresse de renverser du jus sur l'homme afin d'avoir le temps de voir ce qu'il y a dans la clé USB. Ce qu'il trouve le rend perplexe. 
Un plan de l'usine avec les machines qui sont désactivées est présenté. Dietter Gotte veut vendre le tout à une entreprise de Chine. Après un plan audacieux des Crocodiles, qui se sont réunis à la suite de cette nouvelle inattendue, la bande est en possession de la clé USB, qu'ils ont remplacé par une autre, dans laquelle une photo de la bande est mise. Dietter et les frères Boller se rendent dans la mine où dorment tous les membres de la bande. Après une lutte entre les Crocodiles et les trois hommes, Olli et Maria réapparaissent dans la mine puisqu'ils ont accompagné leurs parents qui sont venus manifester contre la fermeture de la mine. 
À la toute fin, les sept membres de Crocodiles ainsi que Jenny, se retrouvent, avec Dietter et les jumeaux, dans un chariot qui arrivera en trombe sur la scène où le père de Maria et Olli fait un discours. Kaï explique à tous les ex-employés réunis sur les lieux de l'usine que les machines ne sont pas brisées, mais seulement désactivées. Dietter et les jumeaux sont arrêtés par la police et le rassemblement se termine par une grande fête. Les Crocodiles retournent à la boîte de nuit, où ils entrent sans problèmes, cette fois. Jenny semble s'être fait de bons amis dans la ville et est incluse dans la bande. Hannes et Maria, terminent le film ensemble, s'embrassant.

## Fiche technique
- Titre : Les Crocodiles 2
- Titre original : Vorstadtkrokodile 2
- Réalisation : Christian Ditter
- Scénario : Neil Ennever, Christian Ditter d'après le roman de Max von der Grün
- Musique : Heiko Maile
- Photographie : Christian Rein
- Montage : Ueli Christen
- Production : Christian Becker
- Société de production : Constantin Film, Rat Pack Filmproduktion et Westside Filmproduktion
- Pays :  Allemagne
- Genre : Aventure
- Durée : 90 minutes
- Dates de sortie : 
  -  Allemagne : 21 janvier 2010

## Distribution
Les Crocodiles
- Nick Romeo Reimann (VF : Sophie Ostria) : Hannes
- Fabian Halbig (VF : Faye Hadley) : Kaï
- Leonie Tepe (VF : Fanny Gatibelza) : Maria
- Manuel Steitz (VF : Magali Mestre) : Olli
- Javidan Imani (VF : Sylvie Santelli) : Jorgo
- Robin Walter (VF : Marion Adele) : Peter
- David Hürten (VF : Isabelle Brès) : Frank

Les autres
- Ella-Maria Gollmer (VF : Héloïse Chettle) : Jenny, la cousine de Kaï
- Nora Tschirner (VF : Elsa de Breyne) : Kristina la mère de Hannes
- Felix Klare (VF : Jean-Didier Aïssy) : Dietter Gotte
- Maria Schrader (VF : Marielle Lemarchand) : la mère de Kaï
- Smudo (VF : Eric Bonicatto) : le père de Kaï
- Esther Schweins (VF : Caroline Lemaire) : la mère de Maria et Olli
- Dietmar Bär (VF : Philippe Mijon) : le père de Maria et Olli
- Christian Kahrmann : le portier du bar
- Roman et Raoul Brauner (VF : Julien Sainte-Marthe et Philippe Marchal) : les jumeaux Boller
- Severin von Hoensbroech : serveur
- Laurentia Meloch : femme à la table voisine
- Tabea Tarbiat : femme à la toilette
- Mara Bergmann : reporter de télévision

## Production

### Lieux de tournage
Le film a été tourné en 2009. Les lieux de tournage étaient :
- Cologne
- Dortmund
- Duisbourg
- Hückelhoven
- Besucherbergwerk Kleinenbremen
- Porta Westfalica[1]

### Cascades
Contrairement au film précédent, toutes les cascades des Crocodiles ont été tournées avec les acteurs réels et non des doublures. Une seule exception, la scène où Maria et Hannes sont poursuivis par l'un des jumeaux, sur les poutres en acier, en hauteur. À ce moment, les deux personnages sont des cascadeurs.

### Les allusions à d'autres films
Dans la scène d'ouverture, des références à Indiana Jones ont été vues. 
Vorstadtkrokodile 2 est la suite du film Vorstadtkrokodile de l'année 2009. Les mêmes acteurs sont utilisés. La disparition d'Elvis, membre de la bande du premier film, est expliquée par son entrée au pensionnat. À la fin du premier film, Kaï conduit un handbike. À partir du second film, celui-ci conduit plutôt un vélo adapté. Cela n'est pas commenté mais le handbike est toujours mentionné dans le film.

### Trame sonore
La trame sonore du film est la chanson Dises Ende wird ein Anfang sein écrite et interprétée par le groupe allemand Virginia Jetzt!.

## Critique
Vally Müller, de BR, caractérise le film comme suit : « Une petite comédie, un peu de romance, un soupçon de drame social, bien rangée, axée sur l'enfant d'action [...] et les jeux de détective extensifs pour les enfants de plus de dix ans. Il offre un bon divertissement ».
Natalia Wiedmann écrivait ceci : « La suite ne passe pas le test. [...] ». Cependant, elle a reconnu et salué la réactivité de l'âge des acteurs et le développement de l'intrigue. « Il est intéressant et convaincant de prendre le caractère de l'évolution, qui établit l'apparition d'une deuxième fille en transition, la cousine plus âgée de Kaï. Non seulement Maria, membre de la bande, est soudainement confrontée avec les conventions de son rôle de fille, elle est à la recherche d'une position entre l'adaptation et le refus. De plus, quelques-uns des gars se demandent ce qu'est la masculinité et s'ils ont vraiment envie de la rencontrer ».
En outre, José Garcia a vu Vorstadtkrokodile 2. Il considère le film comme ayant un développement plus poussé. Comme dans le premier film, on y retrouve une forme d'inclusion sociale rare. Particulièrement avec Kaï, un paraplégique. Son rôle est important dans le film et il est mis de l'avant. En plus de l'amour premier naissant entre Hannes et Maria, on retrouve le chômage. [...] Bien que l'intrigue ne soit pas toujours cohérente, le critique soutient qu'il s'agit d'un point à banaliser.
Andrea Niederfriniger, d'autre part, a trouvé le film assez superficiel : « Le film divertit, mais pas à la hauteur des attentes. Il respire toutefois la joie, la vie et l'aventure. L'intrigue était tout de même assez superficielle ». 